# Walbert i Bertylla
Wal(de)bert i Bertylla (zm. w VII wieku) – rodzice św. Waldetrudy i św. Adelgundy, święci Kościoła katolickiego.
Walbert był grafem hrabstwa Hainaut i majordomem króla Chlotara II (co potwierdza kronika Fredegara) oraz jego regentem dla Sambry i Mozy. Był również właścicielem zamku w Cousolre. Przed ok. 612 rokiem ożenił się z księżniczką Bertyllą (Bertylla z Turyngii), córką księcia Turyngii.
Oboje cieszyli się po śmierci lokalnym kultem, a w Cousolre do chwili obecnej znajduje się kaplica poświęcona św. Walbertowi.
Wspomnienie liturgiczne małżonków obchodzone jest 11 maja.
Św. Bertylla lokalnie wspominana jest również 3 stycznia.